# Samantha Jones
Pour les articles homonymes, voir Jones.
Samantha Jones est un personnage de la série Sex and the City interprété par Kim Cattrall (voix française : Micky Sébastian) et Lindsey Gort dans The Carrie Diaries. Elle est l'amie de Carrie Bradshaw (Sarah Jessica Parker ou AnnaSophia Robb), Miranda Hobbes (Cynthia Nixon) et Charlotte York (Kristin Davis).

## Biographie
« I will wear whatever and blow whomever I want as long as I can breathe and kneel, Sex and the City saison 5, épisode 4 (traduction : je porterai ce que je veux et sucerai qui je veux tant que je peux respirer et m'agenouiller). »

Samantha Jones est la plus âgée du groupe d’amies et possède sa propre agence dans les relations publiques. Séductrice et libertine, elle évite à tout prix tout engagement émotionnel avec ses conquêtes sexuelles, toujours différentes. Glamour, extravertie, légèrement narcissique et, la plupart du temps, fière et forte, Samantha adore séduire les hommes qu’elle rencontre.
On connaît très peu de détails sur l'enfance de Samantha. Néanmoins, on apprend dans le deuxième épisode de la seconde saison de The Carrie Diaries qu'elle vient des Everglades et qu'elle avait pour habitude de manger au petit déjeuner les alligators renversés par les voitures. On apprend également dans cet épisode que sa mère la mettait régulièrement à la porte quand elle avait un nouvel homme dans sa vie.
Lors de la sixième saison de la série, on lui diagnostique un cancer du sein. Elle affronte cette épreuve avec dignité, jouant sur son look en portant des perruques, des chapeaux et des foulards pour dissimuler la perte de ses cheveux, due à la chimiothérapie. Dans l’un des derniers épisodes, elle prononce un discours lors d’un dîner de bienfaisance contre le cancer et reçoit une ovation après avoir ôté sur scène sa perruque et admis qu’elle avait souffert de bouffées de chaleur. L’assistance apprécia sa candeur et son honnêteté et la plupart des femmes présentes se levèrent et ôtèrent leur propre perruque.

### Caractère
Samantha adore les fêtes, les hommes et faire les boutiques. C’est une femme accomplie, séductrice et ambitieuse. Sous son apparente assurance, Samantha est aussi sensible et empathique, comme elle le montre lors des obsèques de la mère de Miranda. Elle prône l’indépendance des femmes et est convaincue que les femmes « peuvent faire l’amour comme les hommes ». Elle chérit la liberté sexuelle et n’a aucun mal à l’admettre. Samantha ne croit pas au mariage et au romantisme ; cependant, elle tombe amoureuse à quatre reprises dans la série. Elle s'éprend de trois hommes, James, Richard et Smith. Elle sort également avec une femme, Maria, une peintre brésilienne.

### Son appartement
Samantha a un appartement dans l’Upper East Side, mais lors de la troisième saison, elle le quitte et emménage dans un luxueux loft de Meatpacking District, où elle doit composer avec les prostitués travestis qui occupent la rue pendant la nuit. Elle finira cependant par s'entendre avec celles-ci. 
Samantha aime vivre seule mais, lorsqu’elle a besoin d'une aide matérielle (lorsqu'elle est clouée au lit par la grippe, par exemple) et que les hommes qu’elle fréquente ne viennent pas l’aider, elle regrette sa solitude. Toutefois, une fois guérie, elle réaffirme ses convictions.

## Rapports avec ses amies
Comme Carrie, Samantha a une confiance aveugle en l’amitié, qui représente pour elle un port rassurant lorsqu’elle se sent seule ou qu’un homme la fait souffrir. Lorsque les femmes connaissent bien Samantha, elles aussi en viennent à admirer son assurance et sa liberté, lorsque, par exemple, elle fréquente Maria ou un homme nettement plus âgé qu'elle.

## Les relations de Samantha
Samantha a eu quatre relations sérieuses tout au long de la série. Tout d’abord, James, un homme qui l’a séduite dans un club de jazz mais qu’elle quitta à contre-cœur, ne pouvant cohabiter avec son « minuscule pénis ». Ensuite, c’est avec Maria, une artiste brésilienne lesbienne, qu’elle eut une aventure, qui tourna court car Maria ne partageait pas sa passion pour le sexe mais préférait « parler, toujours parler et prendre des bains ».
Samantha connut ensuite Richard Wright, un directeur d’hôtel, dont elle tomba rapidement amoureuse, quoiqu’elle s’en défendît au départ. Incapable de résister à la tentation que représentent les autres femmes, Richard la trompa et, malgré ses efforts, ne parvint pas à se faire pardonner. Enfin, Samantha tomba sous le charme de Smith Jerrod, jeune serveur dans le restaurant végétarien à la mode “Raw” qui, par la suite, devint acteur. S’attachant à lui petit à petit, Samantha s'attache peu à peu à cet homme plus jeune qu'elle et finira par devenir à la fois sa compagne et son manager. 
Cependant, elle mettra un terme à cette relation dans le film Sex and the City, ne s'épanouissant plus dans cette relation, car elle n'aime pas devoir toujours faire passer Smith avant elle. De plus, les conquêtes sexuelles lui manquent.  

## Autour de Samantha
La chanteuse Christina Aguilera interpréta son rôle durant un sketch dans l'émission satirique Saturday Night Live, où elle faisait son coming-out en avouant au bout de six ans à ses amies qu'elle portait encore son pénis.